# Ruolz
Le ruolz (prononcé [ʁyols]) est un alliage de cuivre, nickel et argent mis au point par le comte français Henri de Ruolz qui lui donna son nom.
Cet alliage a été utilisé notamment en joaillerie et pour la fabrication de couverts au début du XXe siècle.

## Alliage
Les proportions de l'alliage vont de 35 à 50 % de cuivre ; 25 à 40 % de nickel ; 25 % d'argent.
Caractéristiques du ruolz :
- Masse volumique :
- Intervalle de fusion :
- Dureté Brinell :
- Résistivité électrique :